# گئورگ تالبرگ
گئورگ تالبرگ (انگلیسی: Georg Tallberg؛ زادهٔ ۶ آوریل ۱۹۶۱) قایقران قایق بادبانی اهل فنلاند است.